# تاكومي كاسوموتو
تاكومي كاسوموتو (باليابانية: 楠本 卓海) (مواليد 10 ديسمبر 1995) هو لاعب كرة قدم ياباني.

## وصلات خارجية
- تاكومي كاسوموتو على موقع رابطة كرة القدم اليابانية للمحترفين (اليابانية)
- تاكومي كاسوموتو على موقع قاعدة بيانات كرة القدم.إي يو (الإنجليزية)
- تاكومي كاسوموتو على موقع Soccerway.com (الإنجليزية)
- تاكومي كاسوموتو على موقع عالم كرة القدم.نت (الإنجليزية)